# Raymond Brown (acteur)
Pour les articles homonymes, voir Raymond Brown et Brown.
Raymond Brown est un acteur américain né le 16 août 1874 à Champaign, Illinois (États-Unis), décédé le 29 juillet 1939 à Los Angeles (États-Unis).

## Filmographie
- 1929 : Words and Music de James Tinling : Ensemble member
- 1933 : My Woman de Victor Schertzinger : Pop Riley
- 1934 : Mystery Liner de William Nigh : Spy Chief
- 1934 : Sisters Under the Skin de David Burton : Theatre Owner
- 1934 : Merry Wives of Reno (en) de H. Bruce Humberstone : Pullman Conductor
- 1934 : L'Introuvable (The Thin Man) de W. S. Van Dyke : Dr Walton
- 1934 : Wild Gold de George Marshall : Perkins
- 1934 : Murder in the Private Car (en) d'Harry Beaumont : Bertillion Man
- 1934 : Whom the Gods Destroy (en) de Walter Lang : Juge
- 1934 : A Very Honorable Guy de Lloyd Bacon : Mindy
- 1934 : Beyond the Law (en) de D. Ross Lederman : Engineer Riley
- 1934 : La Belle du Missouri (The Girl from Missouri) de Jack Conway : Millionaire at party
- 1934 : Have a Heart de David Butler : Melman, Consulting Doctor
- 1934 : It's the Cats d'Albert Ray
- 1934 : I'll Fix It de Roy William Neill
- 1934 : Jealousy (en) de Roy William Neill : Foreman of the Jury
- 1934 : The Westerner (en) (The Westerner) de David Selman : Banker
- 1934 : Murder in the Clouds (en) de D. Ross Lederman
- 1935 : In Spite of Danger de Lambert Hillyer : Glover
- 1935 : Baby Face Harrington de Raoul Walsh : McGuire
- 1935 : She Gets Her Man de William Nigh : Barton
- 1935 : The Public Menace (en) d'Erle C. Kenton : Juge
- 1935 : Dr. Socrates (en) de William Dieterle : Ben Suggs
- 1935 : Moonlight on the Prairie de D. Ross Lederman : Stage agent
- 1935 : Grand Exit d'Erle C. Kenton : Digby
- 1935 : Mensonges blancs (White Lies) de Leo Bulgakov : Manager of Acme Paint Company
- 1936 : La Vie de Louis Pasteur (The Story of Louis Pasteur) de William Dieterle : Dr. Radisse
- 1936 : Laughing Irish Eyes de Joseph Santley : Editor
- 1936 : Le Grand Ziegfeld (The Great Ziegfeld) de Robert Z. Leonard : Inspector Doyle
- 1936 : Comin' 'Round the Mountain (en) de Mack Wright: Caldwell
- 1936 : Sa vie secrète (I Married a Doctor) d'Archie Mayo : Grocer
- 1936 : Sa Majesté est de sortie (The King Steps Out) de Josef von Sternberg : Innkeeper
- 1936 : Furie (Fury) de Fritz Lang : Farmer
- 1936 : Little Miss Nobody (pt) de John G. Blystone : Police Officer
- 1936 : Guerre au crime (Bullets or Ballots) de William Keighley : Proprietor in Newsreel
- 1936 : Down the Stretch William Clemens : Col. Carter
- 1936 : La Brute magnifique (Magnificent Brute) de John G. Blystone : Two Up Mooney
- 1936 : Career Woman de Lewis Seiler : Juge Hite
- 1937 : Champagne valse (Champagne Waltz) d'A. Edward Sutherland : Commissionnaire
- 1937 : J'ai le droit de vivre (You Only Live Once) de Fritz Lang : Ingénieur
- 1937 : The Holy Terror de James Tinling : Phelps
- 1937 : Septième District The Great O'Malley) de William Dieterle : Timekeeper and Factory Owner
- 1937 : Two Wise Maids de Phil Rosen : Philip Pierpont
- 1937 : Parole Racket (en) de Charles C. Coleman : Captain McArthur
- 1937 : On a volé cent mille dollars (We Have Our Moments) d'Alfred L. Werker : The Captain
- 1937 : Westbound Limited de Ford Ingalsbe Beebe : Sheriff
- 1937 : La ville gronde (They won't forget) de Mervyn LeRoy : Col. Foster (Redwine's Lawyer)
- 1937 : La Furie de l'or noir (High, Wide, and Handsome), de Rouben Mamoulian : P.T. Barnum
- 1937 : One Mile from Heaven d'Allan Dwan : Alderman
- 1937 : Black Aces de Buck Jones : Henry Kline
- 1937 : En liberté provisoire (Back in Circulation) de Ray Enright : Attorney Bottsford
- 1937 : Carnival Queen (en) de Nate Watt : Constable
- 1938 : Sergeant Murphy (en) de B. Reeves Eason : Turner - Horse Trainer
- 1938 : La Bataille de l'or (Gold Is Where You Find It) de Michael Curtiz : Farmer
- 1938 : Safety in Numbers de Malcolm St. Clair : Councilman Benedict
- 1938 : The Lady Objects d'Erle C. Kenton : Clarkson
- 1938 : Comet Over Broadway de Busby Berkeley : Trial Judge
- 1939 : Hommes sans loi (King of the Underworld) de Lewis Seiler : Sheriff
- 1939 : Je suis un criminel (They Made Me a Criminal) de Busby Berkeley : Sheriff
- 1939 : Lincoln in the White House de William McGann : Secretary of War Edwin M. Stanton
- 1939 : The Family Next Door de Joseph Santley : Hammel
- 1939 : A Star Is Shorn de Del Lord
- 1939 : The Bill of Rights de Crane Wilbur
- 1939 : Pride of the Blue Grass de William McGann : Sheriff Adams